# 攔車馬
拦车马、又稱回车马，是中式婚禮中的一個習俗，源于民间习俗“一山容不下二虎，一家供不起二祖”：。
嫁女时须祭祖祈求先人在天之灵保佑，以保护新娘一路平安抵达夫家，所以本家之家神如历代祖先和管香火延续的车马神等都会跟随迎娶队伍前往新郎家。但女方家神只负责保佑新娘，会对男方因相冲而不利夫家。男方因此须行拦車馬礼，把女方家神拦在夫家门外并请回去，好让男方家神接管。这是双方家神的交接仪式。

## 步驟
行拦门礼时与祭祀仪式相似，须包括以下列步骤：

### 住轿
夫家大门紧闭，预先于大门外已摆好香案，赞礼(即婚礼司仪)或傧相带领男方亲属代表们于香案后列队恭候迎娶队伍。等花轿行至香案前，赞礼高呼：“住轿！”或“停轿!”迎娶队伍停止后，迎娶队伍中除新娘外所有乘车、乘轿、骑马之人都须于此时下车、下轿、下马，轿夫将花轿转向，面对新娘家方向，所有人也都随之面向新娘家方向。

### 助鞭
男方迎轿的新郎亲属代表们放鞭炮庆贺、驱晦气。鞭炮开始响起时鼓乐手开始奏乐。此为助鞭。很多地区行助鞭礼时需围绕花轿转圈。

### 激犁
鞭炮和鼓乐声响过，一人用铁丝拴着一个烧红的犁铧，并向犁铧上浇醋，称为“激犁”，谐音“吉利”。根据不同地区的不同婚俗，也有不用醋，而用水或酒浇的。很多地区行此礼时需激犁时必须同时围绕花轿三圈。在方言发音不与吉利谐音之地区，此俗仍广泛流传，肇因其劝人勤奋劳动，努力向上的说教意义：农耕社会中犁铧为重要的农业生产工具，烧红的犁铧象征以后日子红火，此婚俗礼仪寓意新人必须勤奋工作，努力生产，方可家中五谷丰登，日子才能过得红红火火。在用醋浇烧红的犁铧之地区，此俗也称打醋坛，醋浇到烧红的犁铧上霎间被气化，还被用来赶走晦气，迎来吉祥幸福。很多地区打醋坛时赞礼须同时吟吉语，例如：“轿(车)到门前打醋坛，逢凶化吉保平安；一打醋坛告天地，大吉大利人心喜；二打醋坛驱邪气，吉星高照凶煞避；三打醋坛太公到，百无禁忌事事好；四打醋坛成双对，才子佳人鸾凤配；五打醋坛结良缘，福寿双全度百年；六打醋坛清雾扬，全家老小保安康；七打醋坛喜心怀，五福临门自天来；八打醋坛合家欢，光明九洲日月圆；打醋坛，打醋坛，打罢醋坛人心欢。新媳妇，赛天仙，快快下轿(车)踏红毡”。简单的吉语则只有：“犁铧本是金，称它为老君，烧红谁也不敢侵”。

### 迎轿
鞭炮和鼓乐响过之后，赞礼高声吟吉语：“喜轿高升到大门，五色彩棚迎新人。艳阳照耀兴隆地，代代儿孙跳龙门。”

### 谢轿神
新郎上前对花轿轿门焚香行礼。民国前，新郎行跪拜礼；民国后，新郎行鞠躬礼。此俗意为感谢轿神一路保佑新娘未受魔怪侵害，平安到达婆家。由于轿神专管花轿，既不属于男方家神，也不属于女方家神，所以不能和女方家神一同受拜，须分开来受拜。部分地区也有于花轿进院后行此礼的。在有贴封轿门之婚俗礼仪的地区，谢轿神时新郎行礼后亲手揭开轿门的封条。

### 三揖礼
赞礼高呼：“新娘回首三揖！”或“新娘向娘家三揖!”新娘便在轿内向娘家方向作三个揖。

### 上香
赞礼领众人分三次上香，每次上香各有不同称谓，分别为初上香、亚上香和三元香。每次上香时众人跪拜一次，新娘则只须在轿内作一个揖。这个仪式表示感谢随轿来送新娘的女方家神。同新娘上轿前女方祭祖时一样，上香时不能将香插歪，如果歪了，也不能将香拔出重新插，因为民间认为每次上香时若不能一次插好，拔出重插有再婚之意，对初婚之新人不吉利。

### 奠爵
除了香炉外，香案上还有祭奠用的爵，爵中盛满谷、豆、喜糖。傧相领众人分三次奠爵，每次奠爵各有不同称谓，分别为初奠爵、亞奠爵和三元爵。每次奠爵时众人跪拜一次，新娘则也只须在轿内作一个揖。这个仪式表示请随轿来护送新娘的女方家神享用爵里所盛的食品，送到此为止，请转身回去。奠爵时赞礼须同时吟些诸如“天地开张，日吉乘凉，男家先祖进院，女家先祖回乡。”之词，以明示请新娘家的家神回去。

### 烧纸钱
感谢随轿护送新娘之女方家神的方式除了请其享用所供食品外，还须以烧纸钱的方式给予女方家神报酬。在有「贴封轿门」之婚俗礼仪的地区，烧纸钱时也一并将贴封轿门所用的符咒封条揭下焚化。

### 撒谷豆
由于古时生产力低下，科技落后，面临恶劣生活环境和灾祸时古人多无正确的科学解释及应对，所以旧时民间认为霉头晦气、厄运凶煞、妖魔鬼怪等孽障无处不在，无孔不入，随时随刻都可乘人们一不留神之际乘隙害人，所以人们须借诸神之力以保平安，为新人祈福。撒谷豆也为其中之一，其来由和撒帐一样：烧纸钱后女方家神已回，男方家神尚未接手，给予孽障可乘之机，所以要将爵中所盛谷豆撒出引开青羊、乌鸡、青牛三煞，三煞忙于吃谷豆时就无暇伤害新娘了。撒谷豆同时也撒喜糖，此俗於宋朝已有，当时在新郎家门口讨要利市成俗，流传至今。在部分地区撒谷豆也有于新娘下轿时举行，但不管何时撒，各地相同之处是撒谷豆时一般都须送亲婆或接亲婆同时吟吉语，例如：“一撒东方甲乙木，夫妻双双永和睦。二撒南方丙丁火，夫妻同食长生果。三撒西方庚辛金，夫妻亲爱结同心。四撒北方壬癸水，幸福姻缘最和美。五撒中央戊己土，夫妻长寿赛彭祖”。

### 祭门
旧时民间每逢新年除夕、红白喜事常要祭门神。很多地方如龙口等地于行攔車馬礼时祭拜门神，即“祭门”婚俗。祭过门神之后才可开门，让迎娶队伍进院。

### 打煞
打煞又称打煞神，即祭祀完毕后，抓把米撒在花轿顶上，寓意打掉依附在花轿上伺机作恶的煞神。部分地区不于祭门后行此礼，而在谢轿神后行此礼。

### 闷轿
闷轿又称捺性子、憋性子、压性、闭性、进门闭性。在有攔車馬習俗的地區，祭门之后还是不能马上开门，必须先停下一段时间，意在压一压新娘的性子，日后好服服帖帖做媳妇。此俗目的是让新娘在婆家没有脾气。有些地方还要让花轿从婆婆预先悬挂的裤裆下穿过，其中也含有媳妇在婆婆之下，不得违命的寓意。

### 燎轿
闷轿同时男方也并不闲着，而须进行一系列婚俗礼仪，燎轿为其中之一。根据不同地区之不同婚俗，男方由一名男孩或新郎本人拿柴点燃围绕花轿一圈，意为祛除晦气，是要把新娘哭嫁带来的哭神，及在途中遇到的阴晦邪气驱赶出去，让新娘平安幸福地过日子。

### 花轿过火堆
花轿过火堆乃满族遗风，融入中原汉文化后成为中式婚礼的一部分。由于各地婚俗礼仪不一，花轿何时过火堆也因此不一样：有的地区于新郎家大门外，有的地区是等花轿进了新郎家的大门之后，部分地区则是在新娘家，于新娘上轿后，迎娶队伍向新郎家出发前。花轿需从两堆燃起的旺火中间通过。不管何时，都为寓意兴旺发达 。

### 退煞
退煞又称回神，送喜神，即男方宰杀雄鸡，洒鸡血驱魔，因中国民间信仰公鸡属阳，鸡血能辟邪。无长命鸡婚俗的地方会直接宰杀压轿用的公鸡，有长命鸡婚俗的地方则不能宰杀压轿用的公鸡，须另外选一只公鸡宰杀。由于各地婚俗不同，洒鸡血的方式也不同：有的地方洒在院外院门前，有的地方洒在院内屋前，有的地方洒在轿前，有的地方沿着花轿四周洒，有「头水轿」之婚俗的地方由于轿帷只能使用一次，则直接将鸡血淋向花轿。